# Église Saint-Étienne de Bogève
L'église Saint-Étienne est une église catholique française, située dans le département de la Haute-Savoie, dans la commune de Bogève.

## Historique
Au XVIIIe siècle, l'église est dédiée à saint Étienne.
L'église actuelle a été construite en 1832 sur l'emplacement de l'ancienne, dans un style néoclassique sarde.
L'édifice fut entièrement rénové en 1993.

## Description

### Orgue
L'église possède un petit orgue réalisé par le facteur Xavier Silbermann.

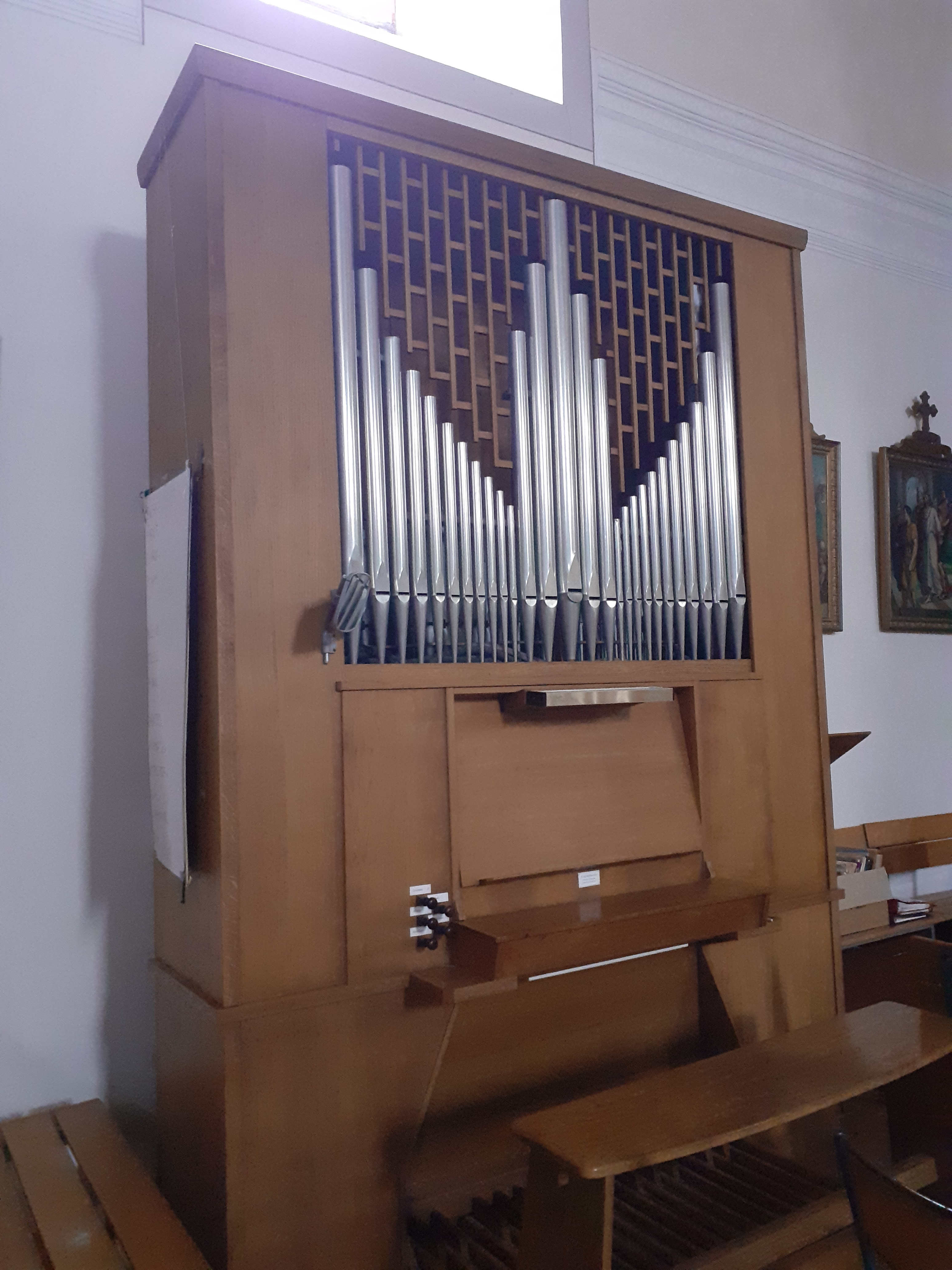
L'orgue de l'église

## Galerie

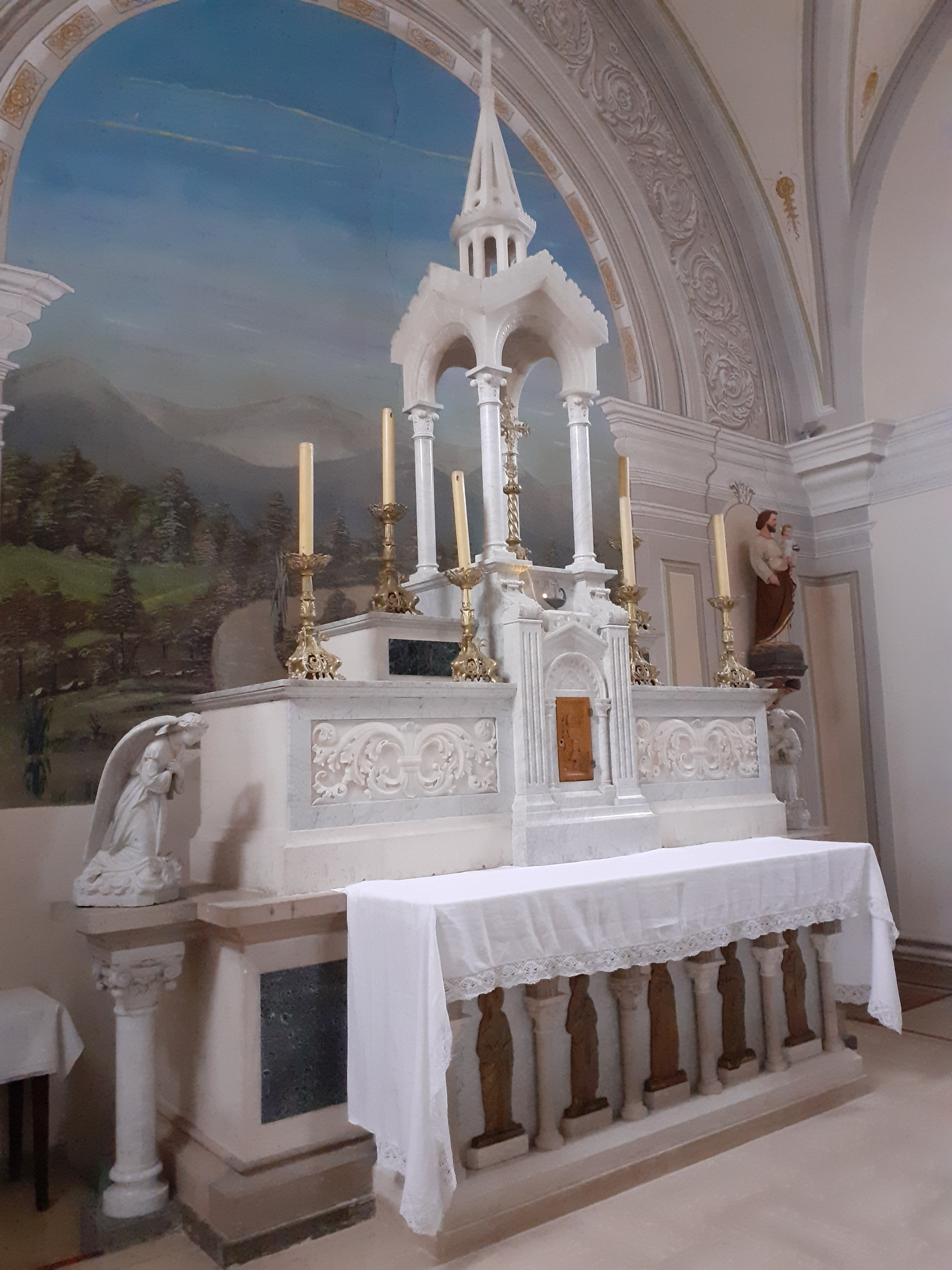
Le retable.
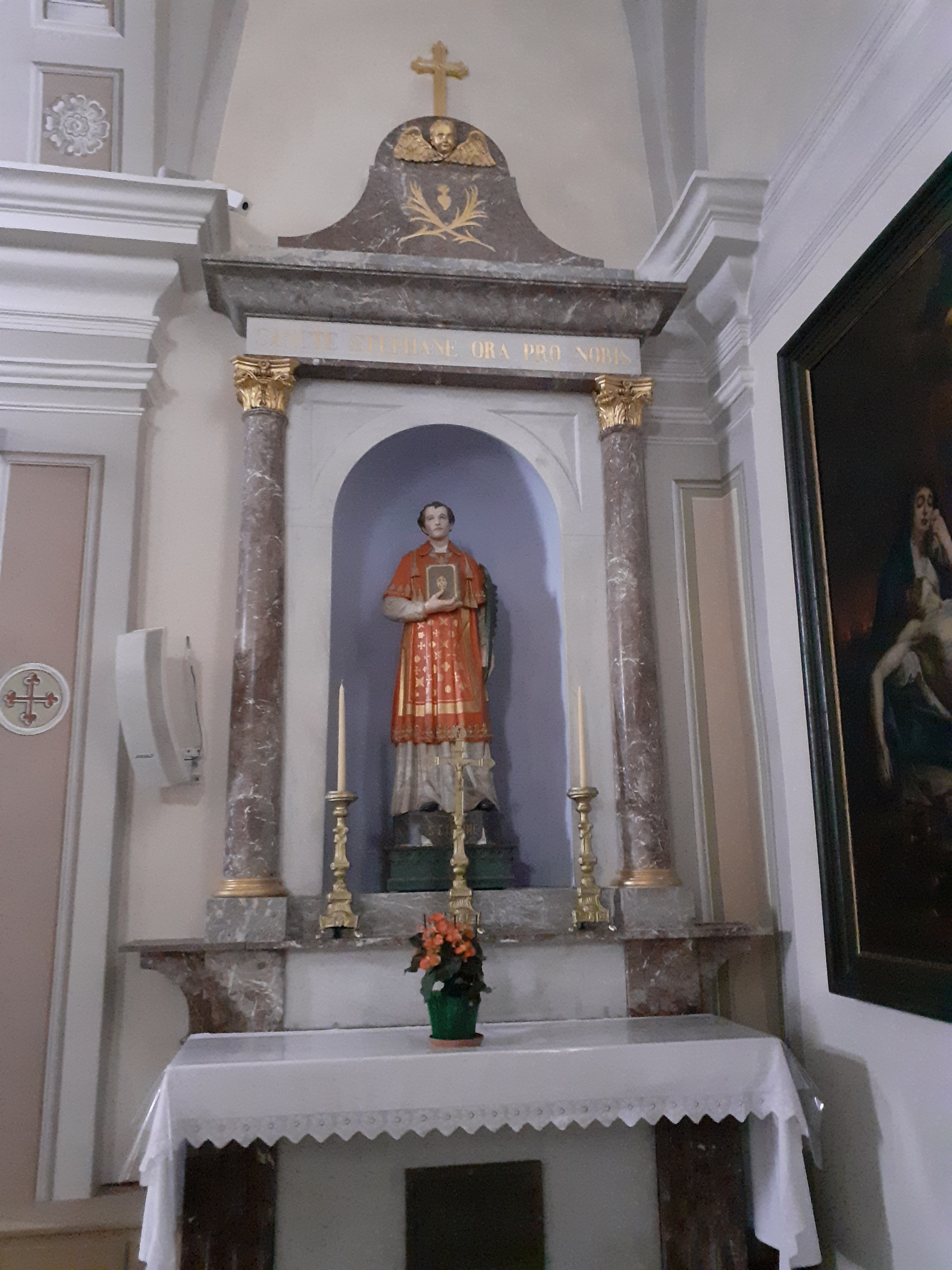
La chapelle droite.
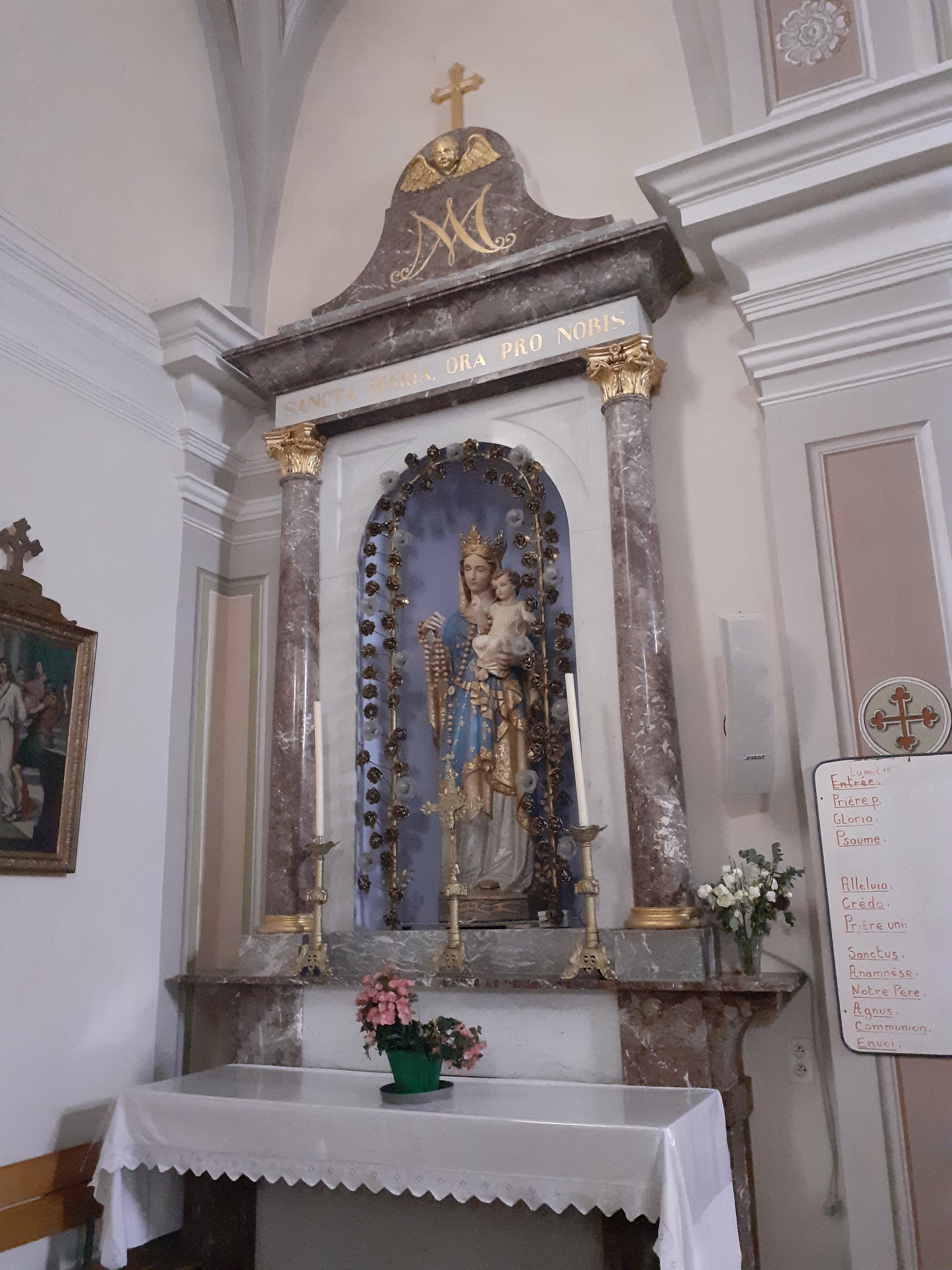
La chapelle gauche.
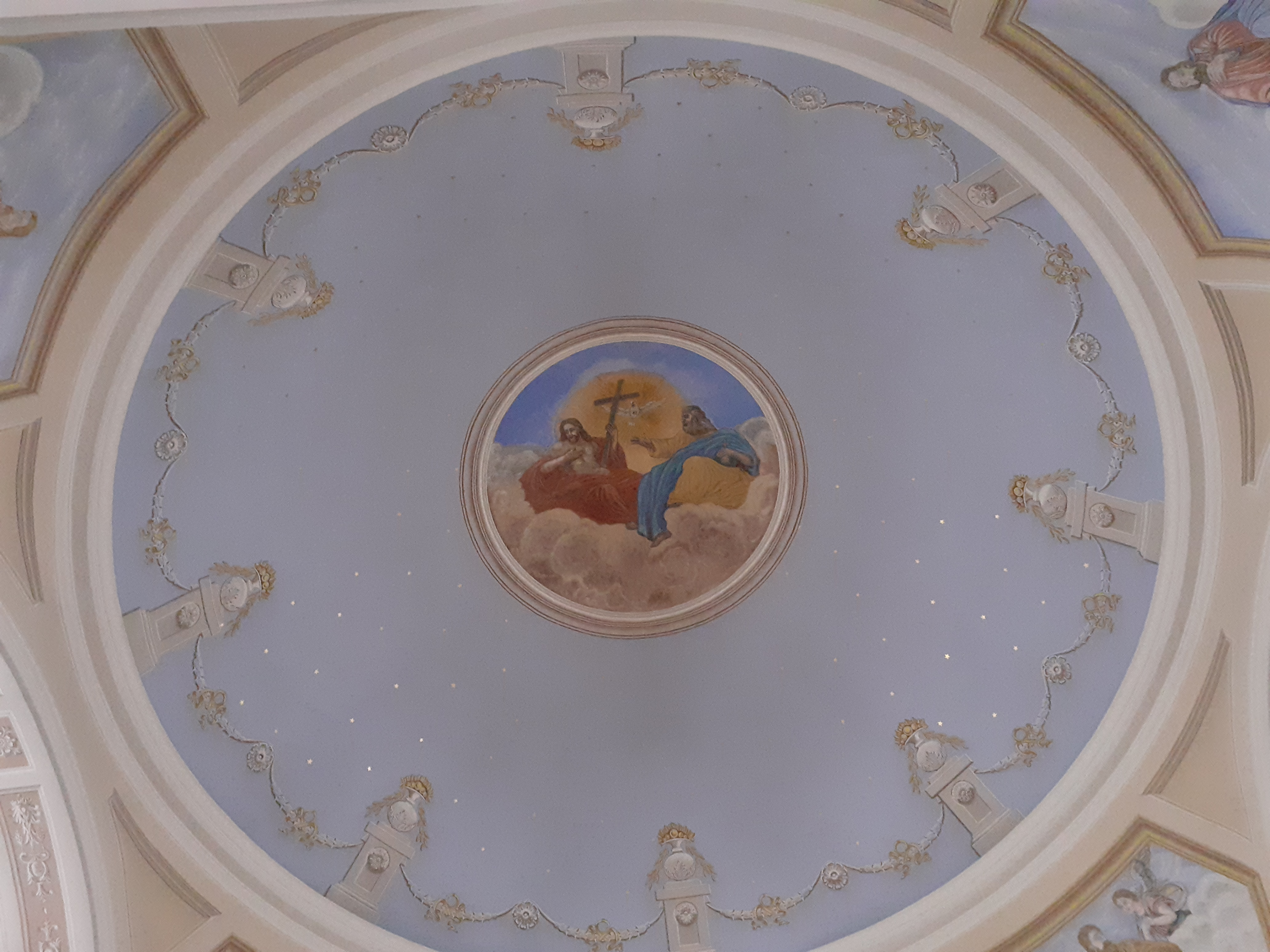
Fresque dome.